# ديتريش ستوفر
ديتريش ستوفر (بالألمانية: Dietrich Stauffer) (و. 1943 – م) هو فيزيائي، وأستاذ جامعي من ألمانيا . ولد في بون .

## مناصب وهيئات
أدار جامعة كولونيا.

## جوائز
حصل على جوائز منها:
- Gentner Kastler Award  [لغات أخرى]‏ (1999)
- جائزة غي ـ لوساك - هومبولت [الإنجليزية]‏ (1992).